# Lucio Salvini
Lucio Salvini (Milano, 1937) è un produttore discografico, direttore artistico e giornalista italiano.

## Biografia
Inizia la carriera di giornalista lavorando negli anni '50 al Corriere Lombardo; entra nel mondo discografico nel 1961 come addetto stampa alla Karim, dove conosce Fabrizio De André, per poi passare con lo stesso ruolo alla Dischi Ricordi nel 1963: in questa casa discografica dopo alcuni anni diventa prima direttore artistico e poi direttore generale, ruolo che manterrà per diciassette anni, per poi diventare amministratore delegato della Fonit-Cetra per dieci anni.
Continua l'attività di giornalista lavorando per Musica e dischi, e si dedica anche alla scrittura di programmi televisivi, tra cui nel 1969 La filibusta, con Franco Franchi e Tinin Mantegazza; in Ricordi lavora con artisti come Gino Paoli, Enzo Jannacci, Lucio Battisti e Luigi Tenco (di cui pubblica postumo il provino di Se stasera sono qui.
Nel 1969 è l'unico discografico italiano presente al Festival di Woodstock, grazie al fatto che la Ricordi distribuisce in quel periodo in Italia la Atlantic Records
Nel 1973, a seguito delle scarse vendite dell'album di Edoardo Bennato Non farti cadere le braccia, invita il cantautore a smettere di cantare per dedicarsi alla professione di architetto, proponendogli però dopo qualche mese l'incisione del 45 giri Salviamo il salvabile/Ma che bella città. Qualche anno dopo Bennato rappresenterà Lucio Salvini e Guido Rignano, direttore della Ricordi, nella canzone Il gatto e la volpe, dall'album del 1977 Burattino senza fili.
Nel 1980 fonda, insieme a Fabrizio De André, Dori Ghezzi e Giuseppe Gramitto Ricci la Fado, distribuita dalla Ricordi.
Nel 1989 Lucio Salvini è il fautore del ritorno discografico di Mia Martini con la partecipazione al Festival di Sanremo con Almeno tu nell'universo.
Negli anni duemila si è dedicato alla scrittura, pubblicando nel 2015 un libro con le sue esperienze nel mondo discografico, Non erano solo canzonette, e un romanzo sulla morte di Caravaggio, L'ultimo respiro del corvo, scritto con Silvia Brena e pubblicato nel 2019.